# Marathon per mountainbike

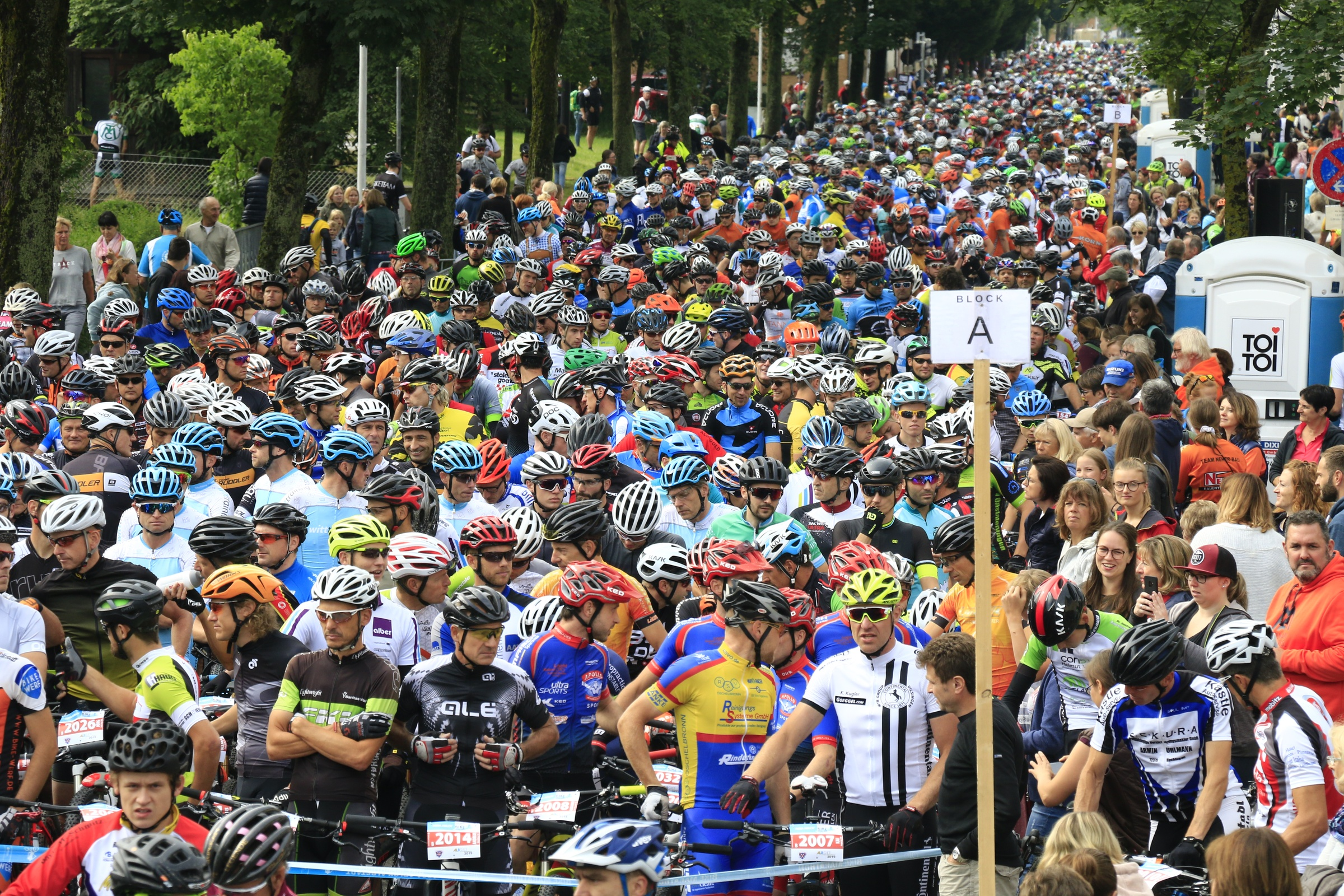
De start van de Albstadt Bike Marathon in 2019

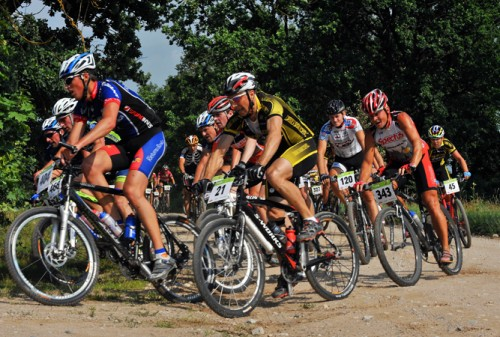
Marathon

De marathon per mountainbike is een lange-afstandswedstrijd met een mountainbike. Tijdens deze wedstrijden worden afstanden gereden vanaf 80 kilometer, hoofdzakelijk 'offroad'. Tijdens deze wedstrijden moeten de mountainbikers tot wel 3500 hoogtemeters overwinnen. Veel marathons worden gereden in Duitsland en België, maar ook in Frankrijk en Zwitserland worden veel marathons georganiseerd. In Zwitserland kan het aantal hoogtemeters oplopen tot 5000 of zelfs 7000.

De marathons kennen bijna allemaal een massastart, waarbij alle deelnemers tegelijk starten. Het aantal deelnemers bij populaire marathons kan oplopen tot 7000.